# Żmijewo-Trojany
Żmijewo-Trojany (prononciation : [ʐmiˈjɛvɔ trɔˈjanɨ]) est un village polonais de la gmina de Stupsk dans le powiat de Mława de la voïvodie de Mazovie dans le centre-est de la Pologne.
Il se situe à environ 3 kilomètres au sud-est de Stupsk (siège de la gmina), 14 km au sud-est de Mława (siège du powiat) et à 96 km au nord de Varsovie (capitale de la Pologne).

## Histoire
De 1975 à 1998, le village appartenait administrativement à la voïvodie de Ciechanów.